# Слава (праздник)
Слава, также известный как Крестная Слава, Крёстное Имя, Святой (серб. слава, крсна слава, крсно име, свети) — южно-славянский народно-православный обычай, празднование дня семейного святого. Этот обычай в основном присутствует у сербов, которые считают Славу одной из особенностей своей культуры, таким образом, Слава празднуется в Сербии, Черногории, Северной Македонии, Боснии и Герцеговине, а также в некоторых районах Хорватии, граничащих с Боснией и Герцеговиной. Известен он и в прилегающих районах Болгарии и Румынии. Сербы считают, что все роды в данных странах, отмечающие славу, являются изначально сербскими по национальному происхождению.
Слава празднуется в честь того или иного святого, почитаемого всеми семьями рода или всем селом. В зависимости от этого различается четыре типа обряда Славы: индивидуальная, родовая, сельская и церковная.
По мнению исследователей, данная традиция имеет соответствие в обычаях престольных праздников восточных славян.

## Названия
Главный день празднования и сам обряд в целом называется Слава (Шумадия, зап. Сербия, Лесковацкая Морава, Босния, Черногория, у банатских болгар, Дебар в Македонии), Слу́жба (Босния, Македония), Крсно име (Косово, Попово поле, Шумадия), Све́тац (у банатских болгар), Све́ти (Косово), Свеча́ри (Фрушка-Гора), Празник (у румын Неготинского края).

## История
Одна из версий происхождения праздника связана с османским завоеванием. Во времена своих нашествий и завоеваний, Османская Империя, пробивавшаяся в Европу через Балканы, осадила и оккупировала территории Сербии, Боснии, Македонии, Черногории. Следуя своему принципу: «сдайтесь добровольно (но примите нашу веру, историю, культуру и слушайте нас) или умрите», турки предложили аналогичное и населению оккупированных территорий: значительная часть сербов Боснии ⟨которые были по исповеданию богумилами и испытывали гонения как со стороны хорватских католических властей Боснии, так и со стороны Сербской православной церкви⟩ предложение приняли, хорваты частично, а остальные сербы — нет (из-за чего и началась вражда между сербами и боснийцами-мусульманами) и в связи с этим решением православные сербы и католики-хорваты больше не могли открыто отмечать религиозные праздники. Тогда они придумали такой способ славить святых (отсюда и название праздника — слава): раз нельзя собираться всем селом/городом/страной в один день, то каждая семья выбирает себе 1 святого и в день его рождения — славит его, приглашая близких и родных.
Важно учесть, что на каждом таком празднике обязательно должен был присутствовать представитель Османской Империи, дабы лично следить за тем, чтобы религиозных праздников (за исключение исламских) не проводилось. Раз креститься нельзя, а нужно, придумали такую схему — после тоста чокаться надо определённым образом: вначале исключительно прямо, затем строго слева и лишь затем только справа — повторяя таким образом контур креста и «освящая» им еду, семью и народ.
По другой же версии Слава — это языческое наследие южных славян. До принятия христианства у каждого славянского рода-семьи было собственное божество, в честь которого один-два раза в год устраивали празднества, на которых собирались вместе все члены рода. С принятием христианства праздник ассимилировался в качестве христианского. А родовые божества были заменены христианскими святыми.
Благодаря такому и другим праздникам народы Балкан смогли сохранить христианское вероисповедание, пронеся его через годы османского гнета, а также многие дохристианские народные обычаи.

## Наследственность

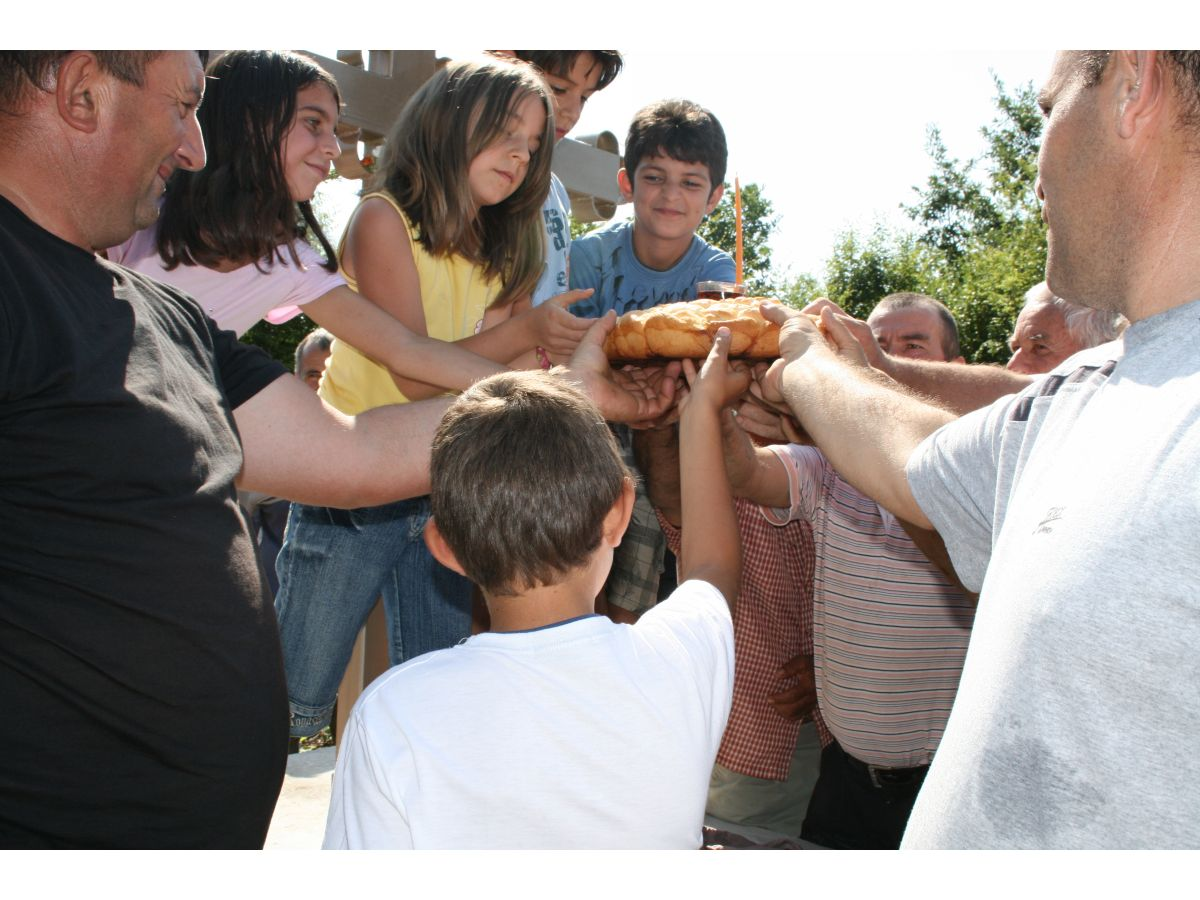
Традиционное преломление славянского хлеба

В отличие от большинства обычаев, общих для целого народа, каждая семья имеет своего святого, в честь которого празднуется Слава. Святой наследуется сыновьями от главы семьи — обычно отца. Дочери наследуют Славу, если остаются в семье; замужние женщины обычно отмечают Славу мужа.
Если семья сына переселяется далеко, то с разрешения отца сын может отмечать Славу в своём доме. Иначе же, пока жив глава семьи, сыновья отмечают Славу в его доме.
Каждая семья празднует одну или две Славы в год, в зависимости от святого (поскольку некоторым святым посвящены два дня в году). Но только один день, в который устраивается праздничный ужин — основной. Другой день носит название «малая слава» или «преслава».

## Празднование

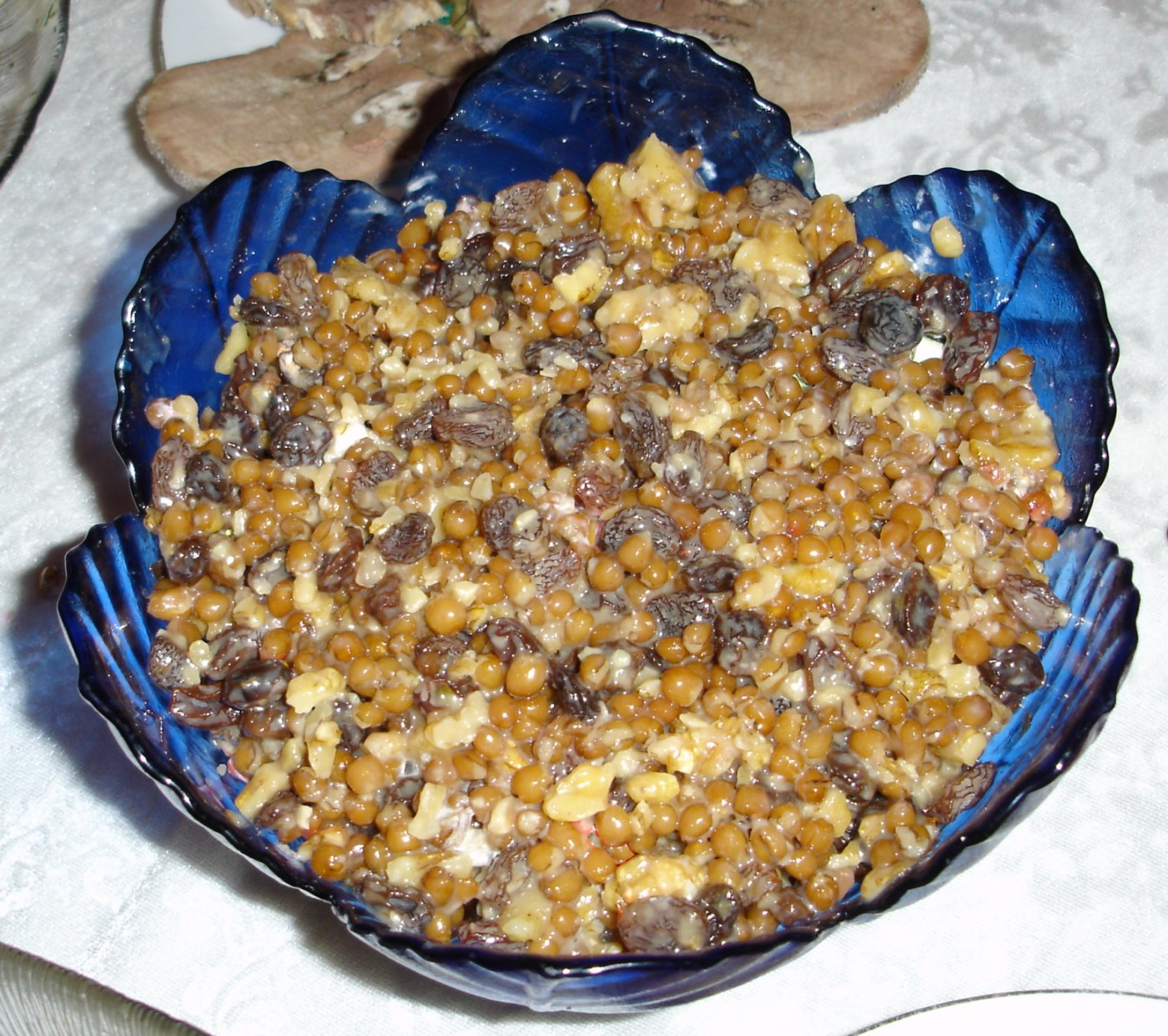
Коливо

В день Славы вся семья собирается на праздничный ужин, включающий традиционные блюда — славский калач и коливо. Также всей семьёй идут в церковь на причастие.
В этот день каждый дом должен исполнить две важные обязанности: помолиться Богу за живых и мертвых сочленов рода; и принимать и угощать гостей — тех, кто в этот день не празднует свою славу. Такое пиршество продолжается в сёлах до трёх дней, в городах же длится всего один день.
Так же, как семья — «славит» свою славу каждое сербское село и каждая церковь. В селениях день святого-покровителя празднуется под особым, посвященным ему деревом, на котором вырезан крест. К дереву относятся как к святыне. Оно называется запис, а всё празднество — заветина и заключается в том, что после общей молитвы под деревом совершается крестный ход на поля и луга; затем происходит общая трапеза.

## Список
Январь
2 января — Слава в честь Игнатия Богоносца (серб. Игњатијевдан)
9 января — Слава в честь Стефана Первомученика (серб. Стевањдан, Стјепањдан)
14 января — Слава в честь Василия Великого (серб. Васиљевдан)
19 января — Слава в честь Богоявления (серб. Водена слава)
20 января — Слава в честь Иоанна Крестителя (серб. Јовањдан)
27 января — Слава в честь Саввы I Сербского (серб. Савиндан)
29 января — Слава в честь Апостола Петра (серб. Врачеви)
31 января — Слава в честь Афанасия Великого (серб. Атанасијевдан, Чуминдан)
Февраль
3 февраля — Слава в честь Максима Исповедника (серб. Максимовдан)
12 февраля — Слава в честь Собора трёх святителей (серб. Св. Три jерарха)
14 февраля — Слава в честь Трифона Апамейского (серб. Трифундан)
15 февраля — Слава в честь Сретения Господня (серб. Сретен и Обретен)
16 февраля — Слава в честь Симеона Богоприимца (серб. Св. Симеон и Ана)
23 февраля — Слава в честь Святого Харалампия (серб. Харалампијевдан)
27 февраля — Слава в честь Авксентия Вифинского (серб. Ћириловдан)
Март
2 марта — Слава в честь Феодора Тирона (серб. Св. Теодор Тирон)
22 марта — Слава в честь Сорока Севастийских мучеников (серб. Младенци)
30 марта — Слава в честь Алексия, человека Божьего (серб. Преп. Алексије Човек Божји)
Апрель
7 апреля — Слава в честь Благовещения Пресвятой Богородицы (серб. Благовjештење)
Май
6 мая — Слава в честь Георгия Победоносца (серб. Ђурђевдан)
8 мая — Слава в честь Марка Евангелиста (серб. Марковдан)
12 мая — Слава в честь Василия Острожского (серб. Св. Василије Острошки)
14 мая — Слава в честь пророка Иеремии (серб. Јеремијин дан)
21 мая — Слава в честь Иоанна Богослова (серб. Св.Јован Богослов)
22 мая — Слава в честь перенесения мощей Николая Чудотворца (серб. Летњи Свети Никола)
24 мая — Слава в честь Кирилла и Мефодия (серб. Ћирило и Методије)
Июня
3 июня — Слава в честь Равноапостольных царя Константина и матери его царицы Елены (серб. Константиновдан)
24 июня — Слава в честь Апостолов Варфоломея и Варнавы (серб. Св. Вартоломеј)
27 июня — Слава в честь пророка Елисея (серб. Св. Јелисеј)
28 июня — Слава в честь Святого князя Лазаря (серб. Видовдан)
Июль
7 июля — Слава в честь Рождества Иоанна Предтечи (серб. Ивањдан)
12 июля — Слава в честь Апостолов Петра и Павла (серб. Петровдан)
21 июля — Слава в честь Прокопия Кесарийского (серб. Прокоповдан)
26 июля — Слава в честь Архангела Гавриила (серб. Летњи Аранђеловдан)
30 июля — Слава в честь Марины Антиохийской (серб. Огњена Мариjа)
Август
2 августа — Слава в честь Пророка Илии (серб. Илиндан)
4 августа — Слава в честь Марии Магдалины (серб. Блага Марија)
8 августа — Слава в честь Преподобномученицы Параскевы Римской (серб. Св. Петка Трновска)
9 августа — Слава в честь Великомученика Пантелеимона (серб. Пантелијевдан)
12 августа — Слава в честь Ангелины Сербской (серб. Мајка Ангелина)
14 августа — Слава в честь Семерых святых мучеников Маккавеев (серб. Макивије)
15 августа — Слава в честь переноса мощей Стефана Первомученика (серб. Летњи Свети Стефан)
19 августа — Слава в честь Преображения Господня (серб. Преображење)
28 августа — Слава в честь Успения Пресвятой Богородицы (серб. Велика Госпојина)
Сентябрь
4 сентября — Слава в честь Агафоника Никомидийского (серб. Арлијевдан)
8 сентября — Слава в честь мучеников Адриана Никомидийского и Наталии Никомидийской
11 сентября — Слава в честь Усекновения главы Иоанна Предтечи (серб. Усековање)
12 сентября — Слава в честь переноса мощей Святого Александра Невского
14 сентября — Слава в честь Преподобного Симеона Столпника
17 сентября — Слава в честь Пророка Моисея
21 сентября — Слава в честь Рождества Пресвятой Богородицы (серб. Мала Госпојина)
22 сентября — Слава в честь Праведных Богоотец Иоакима и Анны
27 сентября — Слава в честь Воздвижения Креста Господня (серб. Крстовдан)
30 сентября — Слава в честь Святых мучениц Веры, Надежды и Любови и матери их Софии
Октябрь
3 октября — Слава в честь Великомученика Евстафия
6 октября — Слава в честь Зачатия Иоанна Предтечи
9 октября — Слава в честь Иоанна Богослова (серб. Св. Јован Богослов)
12 октября — Слава в честь отшельника Кириака Палестинского (серб. Михољдан)
14 октября — Слава в честь Покрова Пресвятой Богородицы (серб. Покровица)
19 октября — Слава в честь Апостола Фомы (серб. Томиндан)
20 октября — Слава в честь Сергия и Вакха (серб. Срђевдан)
27 октября — Слава в честь Преподобной Параскевы (серб. Св. Петка)
31 октября — Слава в честь Апостола и евангелиста Луки (серб. Св. Лука)
Ноябрь
1 ноября — Слава в честь Прохора Пчиньского
5 ноября — Слава в честь Апостола Иакова, брата Господня по плоти, первого епископа Иерусалима
8 ноября — Слава в честь Великомученника Димитрия Солунского (серб. Митровдан)
10 ноября — Слава в честь святителя Арсения I, архиепископа Сербского
11 ноября — Слава в честь Преподобного Авраамия Затворника (серб. Аврамијевдан)
14 ноября — Слава в честь бессребреников Космы и Дамиана Асийских
16 ноября — Слава в честь обновления храма Георгия Победоносца в Лидде (серб. Ђурђиц)
21 ноября — Слава в честь Собора Архистратига Михаила и прочих Небесных Сил бесплотных (серб. Аранђеловдан)
24 ноября — Слава в честь Святого Стефана Дечанского (серб. Мратиндан)
25 ноября — Слава в честь Святого Иоанна Милостивого, патриарха Александрийского
26 ноября — Слава в честь Святителя Иоанна Златоуста, архиепископа Константинопольского
27 ноября — Слава в честь Апостола Филиппа
29 ноября — Слава в честь Апостола и евангелиста Матфея (серб. Матејевдан}
Декабрь
4 декабря — Слава в честь Введения во храм Пресвятой Богородицы
7 декабря — Слава в честь великомученицы Екатерины Александрийской
8 декабря — Слава в честь священномученика Климента Римского
9 декабря — Слава в честь преподобного Алипия Столпника (серб. Алимпијевдан)
13 декабря — Слава в честь Апостола Андрея Первозванного (серб. Андрејевдан)
17 декабря — Слава в честь великомученицы Варвары Илиопольской (серб. Св. Варвара)
18 декабря — Слава в честь преподобного Саввы Освященного (серб. Св. Сава Освећени)
19 декабря — Слава в честь святителя Николая Чудотворца (серб. Никољдан)
25 декабря — Слава в честь святителя Спиридона Тримифунтского (серб. Св. Сава Спиридон)
Переходящие праздники
Слава в честь воскрешения Иисусом Христом праведного Лазаря (серб. Врбица)
Слава в честь Вознесения Господня (серб. Спасовдан)